# بيتر والتون
بيتر والتون (بالإنجليزية: Peter Walton)‏ هو مدرب رياضي بريطاني، ولد في 1959 في ألنويك في المملكة المتحدة.

## وصلات خارجية
- بيتر والتون عل موقع إسبنسكروم (الإنجليزية)